# Canal das Rolas
O Canal das Rolas é um estreito do Oceano Atlântico localizado em São Tomé e Príncipe, especificamente entre a ilha de São Tomé e o Ilhéu das Rolas. Este pequeno mas significativo canal é conhecido tanto pela sua beleza natural como pelo seu valor estratégico na região.

## Características
O Canal das Rolas, com cerca de 1,2 milhas náuticas (equivalente a 2,2km) de largura, separa o Ilhéu das Rolas, também conhecido como Ilhéu Gago Coutinho, do ponto mais meridional da Ilha de São Tomé. Este canal desempenha um papel importante nas atividades marítimas locais, oferecendo uma via de navegação e acesso ao ilhéu.

## Transporte
Para se chegar ao Ilhéu das Rolas a partir da Ilha de São Tomé, é possível pegar uma balsa em Ponta Baleia. Este serviço de balsa proporciona um meio eficaz de atravessar o canal e oferece uma vista única da região.